# MTU Friedrichshafen
MTU Friedrichshafen GmbH (Motoren- und Turbinen-Union Friedrichshafen) est un fabricant de moteurs allemand. Dans le passé, la société était une sous-division de DaimlerChrysler. En 2006, elle a été vendue à EQT IV, un fonds privé.

## Historique
Au début du XXe siècle, la société a été fondée avec le constructeur automobile Maybach. Daimler-Benz acquit la société en 1960.
Début 2006, MTU Friedrichshafen a été vendue à EQT, fonds suédois ; ce dernier a réuni les sociétés Detroit Diesel Corporation et MTU Friedrichshafen pour former une nouvelle société appelée Tognum.
Puis en 2014, le groupe Rolls Royce rachète les parts de Tognum et intègre MTU dans sa branche 'Power Systems'.
MTU signifie "Motoren Turbinen Union", l'usine se situe en centre-ville de Friedrichshafen, à quelques centaines de mètres du bord du lac de Constance.

## Produit de la société
La société fabrique

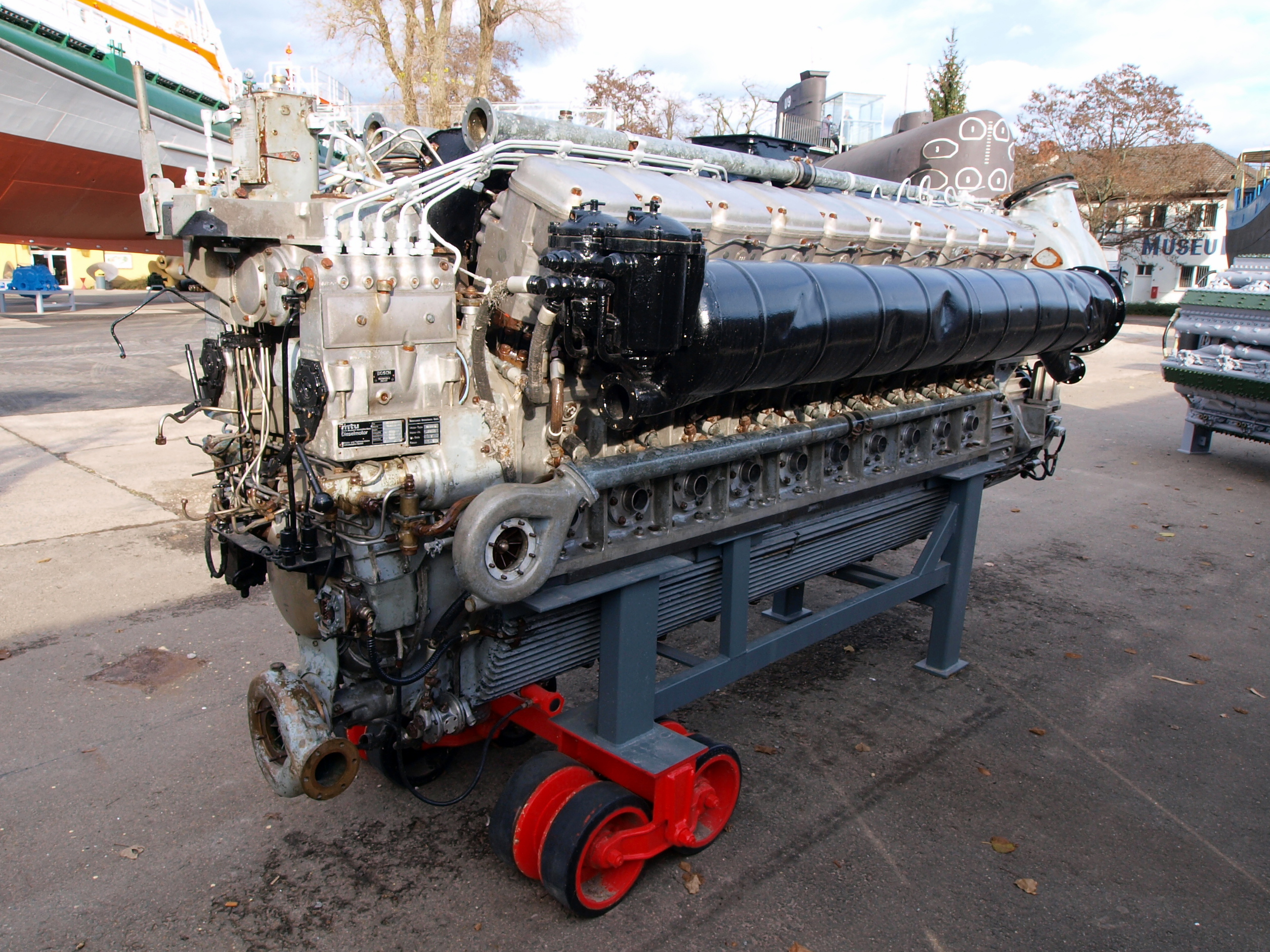
Un moteur de bateau au musée des techniques de Spire.

- des moteurs Diesel pour les trains, les bateaux, les véhicules militaires, les véhicules agricoles et autres
- des générateurs diesel qui servent de groupe électrogène

### Équipements avec moteur(s) de la société MTU Friedrichshafen

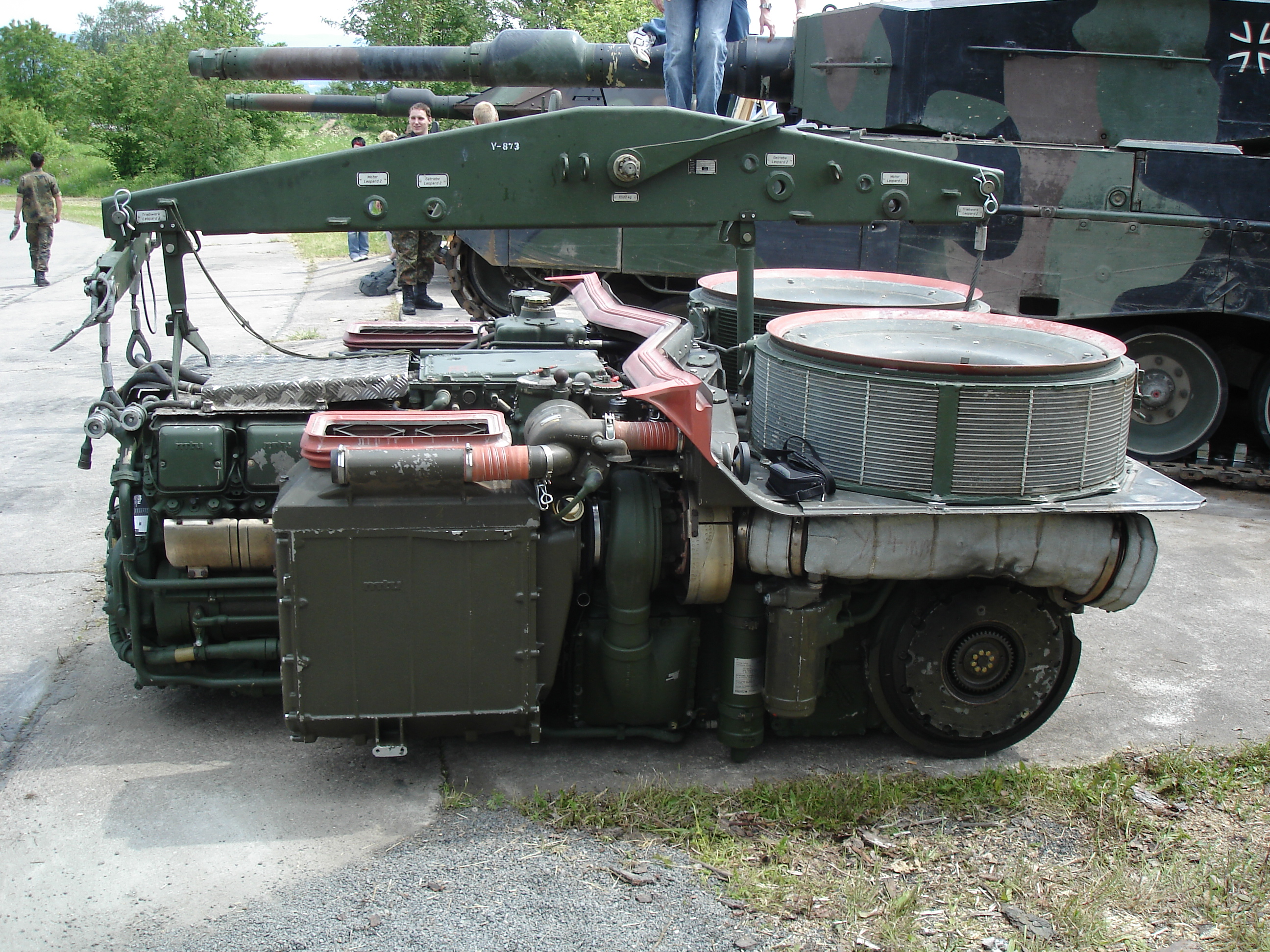
Le groupe motopropulseur du char Leopard 2 comprend le moteur MB 873 Ka-501, la boîte de mécanisme, les filtres à air et la poutre de refroidissement. Il a douze cylindres à refroidissement liquide ayant une puissance nominale de 1500 chevaux à un régime de 2600 tr/min.

Voici une liste non exhaustive des produits propulsés ou accessoires motorisés par moteur MTU :
- Trains :
  - Classe 171 Turbostar (en), train-tram Talent
  - High Speed Train
  - Locomotive BB 75000
- Véhicules de combat blindés :
  - Chars :
    - Léopard 1 et Léopard 2
    - Véhicules antichars : Jaguar 1 et 2
    - Char Arjun
    - Char Leclerc version vendue aux EAU et DCL qui sont des ARV émiriens francisés.

  - Artillerie autopropulsée (antiaérienne et autres) :
    - Canon antiaérien
    - Obusier 155 mm : PzH 2000, Palmaria, T-155 Fırtına

  - Véhicule de combat de l'infanterie :
    - Marder
    - Piranha II
    - Boxer
    - Panhard ERC-90 Sagaie remotorisé

  - Véhicule de transport de troupes
    - M113
    - Saad pakistanais[1]
- Bateau civil :
  - Yachts:
    - Yacht Rising Sun
    - Yacht Octopus

  - Ferry:
    - Navires à grande vitesse Corsica Express, Corsica Express II et Corsica Express III
    - Navires à grande vitesse NGV Asco, NGV Aliso et NGV Liamone

  - Navire de croisière:
    - générateurs électriques (autres que ceux de la propulsion) du Harmony of the Seas,
- Navires militaires :
  - Frégates et corvettes
    - Frégate de classe Bremen
    - Frégate de classe Brandenburg
    - Frégate de classe Sachsen
    - Trois corvettes péruviennes (PR-72P class corvette (en))
    - Destroyer chinois de classe Lanzhou
    - Frégate de classe Anzac pour l'Australie et la Nouvelle-Zélande
    - Frégate de classe Vasco da Gama pour le Portugal
    - Frégates et corvette de type MEKO
    - Patrouilleur lance-missile de classe Sa'ar 4.5
    - Gunboat de classe Turunmaa pour la Finlande
    - Bateau d'attaque rapide de classe Tiger
    - Bateau d'attaque rapide de classe Albatros (en)
    - Bateau d'attaque rapide de classe Gepard
    - Chasseurs de mines :
    - Patrouilleurs rapides de la Garde côtière de Taïwan, de 1 000 à 4 000 tonnes - 2020-2022

  - Sous-marin :
    - Type 206
    - Type 209
    - Sous-marin de classe ULA
    - Sous-marin de classe dauphin
    - Type 212
    - Type 214
- Tracteur:
  - Deutz 440 HP Project
  - Autres